# Nanna Johansson
Nanna Elisabeth Johansson, född 26 januari 1986 i Gävle, är en svensk serieskapare, författare och programledare i radio.

## Biografi
Johansson är bosatt i Malmö, där hon studerade vid Serieskolan 2007–2009. Hennes verk har bland annat publicerats i Sydsvenskan, Bang, Nerikes Allehanda, Gefle Dagblad och Smålandsposten. Under sommaren 2008 och våren och hösten 2009 medverkade hon som programledare i P3-programmet Pang Prego. Johansson har arbetat med satirprogrammet Tankesmedjan i P3. 2013 utgav MIX förlag ett antal e-noveller skrivna av Johansson.
Mellan december 2013 och 2018 drev Johansson podcasten Lilla drevet tillsammans med Kristoffer "Kringlan" Svensson, Liv Strömquist, Jonatan Unge, Moa Lundqvist och Ola Söderholm i samarbete med Aftonbladet Kultur.
Mellan 2016 och 2018 drev hon spelpodden Spela spel tillsammans med Jonatan Unge och sin bror Daniel Johansson. 2019 drev hon spelpodden Spelsekten tillsammans med Daniel Johansson, Tomas Lif, Petrina Solange, Björn Carlsson och Marcus Johansson. Spelsekten blev ett relativt kortlivat projekt, men strax efter att den lades ner startades den populärkulturella nöjespodden Inomhus som hon driver tillsammans med sin bror Daniel Johansson och Anton Magnusson.

## Utställningar
- Nanna Johansson / Serier på Bildmuseet, Umeå Universitet, från 2012-10-14 till 2012-12-02[3]